# Окерблом, Христиан Густавович
Христиан Густавович Окерблом (швед. Christian Theodor Åkerblom, до 1865 года — Окер-Блум швед. Oker-Blom; 26 июля 1822, Сердоболь — 28 августа 1900, Выборг, Великое княжество Финляндское) — российский и финляндский военный и государственный деятель, генерал от инфантерии, начальник штаба Финляндского военного округа (1864—1866), Выборгский губернатор (1866—1882), сенатор.

## Биография
Родился 26 июля 1822 года в г. Сердоболь, сын викария Сердобольского прихода. Образование получил в Финляндском кадетском корпусе, из которого выпущен 10 августа 1844 года прапорщиком в лейб-гвардии Литовский полк. 6 декабря 1847 года произведён в подпоручики и 6 декабря 1849 года — в поручики.
В 1852 году Окерблом успешно сдал вступительные экзамены в Николаевскую военную академию, которую окончил в 1854 году с малой серебряной медалью. 6 декабря 1853 года за успехи в науках был произведён в штабс-капитаны, а 31 мая 1854 года получил чин капитана. 27 марта 1855 года переведён в Гвардейский Генеральный штаб.
3 июля 1855 года Окерблом был назначен дивизионным квартирмейстером 3-й гвардейской резервной пехотной дивизии, а с 9 июля 1856 года занимал такую же должность во 2-й гвардейской пехотной дивизии. С 1 января, когда он был произведён в полковники, по 12 октября 1857 года был начальником штаба Гвардейской Кирасирской дивизии, а затем возглавлял штаб этой же дивизии, переформированной в 1-ю гвардейскую кавалерийскую дивизию.
25 ноября 1861 года Окерблом был назначен начальником штаба войск, в Финляндии расположенных. 17 апреля 1863 года произведён в генерал-майоры и 10 августа 1864 года назначен начальником штаба Финляндского военного округа.
В 1865 году семья Окербломов получила дворянство с внесением в дворянские книги Великого княжества Финляндского.
9 марта 1866 года Окерблом был назначен Выборгским губернатором, 4 апреля 1876 года получил чин генерал-лейтенанта. В 1877 году Окерблом представлял в Финляндском сейме проект введения всеобщей воинской повинности в Финляндии и возглавлял комитет о введении в действие этого проекта.
19 января 1882 года вошёл в число членов Финляндского сената. Был председателем военного отдела экономического департамента сената. Окерблом выступал решительным сторонником увеличения роли финского языка в жизни Финляндии и идеи об обязательном изучении финского языка шведским дворянством Великого княжества Финляндии в общеобразовательных учреждениях Финляндии. Окерблом неоднократно выезжал в Санкт-Петербург, где был членом Финляндского комитета и неоднократно докладывал императору Александру III о положении дел в Финляндии. Во время нахождения в отпуске графа Гейдена, Окерблом исполнял обязанности генерал-губернатора Финляндии. 30 августа 1889 года произведён в генералы от инфантерии.
7 ноября 1891 года Окерблом вышел в отставку и скончался в Выборге 28 августа 1900 года.
Его сын Максимилиан был доктором медицинских наук и профессором Александровского университета в Гельсингфорсе.

## Награды
Среди прочих наград Окерблом имел ордена:
- Орден Святой Анны 3-й степени (26 мая 1856 года)
- Орден Святого Станислава 2-й степени с императорской короной (30 августа 1858 года)
- Орден Святой Анны 2-й степени (30 августа 1860 года)
- Орден Святого Владимира 3-й степени (29 апреля 1864 года)
- Орден Святого Станислава 1-й степени (27 марта 1866 года)
- Орден Святой Анны 1-й степени (8 апреля 1869 года, императорская корона к этому ордену пожалована в 1873 году)
- Орден Святого Владимира 2-й степени (28 марта 1882 года)
- Орден Белого орла (27 июля 1885 года)